# Mörschwil
Mörschwil est une commune suisse du canton de Saint-Gall, située dans la circonscription électorale de Rorschach.

Vue aérienne de 400 m par Walter Mittelholzer (1923)